# Mobile PCI Express Module
A Mobile PCI Express Module (MXM) egy köztes kapcsolószabvány a grafikus processzor (GPU, MXM Graphics Modules) és az alaplap között. A kapcsolathoz a PCI Express rendszerbuszt alkalmazza, fejlesztője az MXM-SIG volt, elsősorban jelentős számolási kapacitású laptopok részére lett kifejlesztve. A célja az volt, hogy egy nem-szerzőijog-védett nagyipari szabvány csatolót hozzanak létre, amellyel, kiegészítő kártya képében, könnyen lehet a laptopok grafikai teljesítményét növelni, kikerülve a különböző gyártók szabványtulajdonjogi megkötéseit.
Jellemző köznapi tévhit, hogy ha egy bizonyos grafikus kártya például MXM 2.1 kompatibilis, akkor az összes laptop, amely ilyen kártyával van felszerelve, szintén ilyen rendszerbuszt tartalmaz, amely téves. Az nVidia többféle MXM leírást definiált az idők során, azonban nem gyártottak és fejlesztettek MXM kártyákat. Ezek a kártyák videó-RAM-mal és nVidia, vagy AMD/ATi grafikus processzorral felszerelt NYÁK-ok. Ennél fogva bármelyik GPU gyártható MXM-ben, azonban nem minden laptop képes fogadni ezeket a kiegészítő kártyákat, csak amiket az eredeti gyártó (ODM, Original design manufacturer) fogadóképessé tett, függetlenül az nVidia, vagy az ATi fejlesztési céljaitól. A rendszer összetettségére jellemző, hogy egy adott GPU-val szerelt MXM modul több szabványváltozatban is legyártásra kerülhetett, melyek egymással nem kompatibilisek és nem felcserélhetőek. Kizárólag abban a laptopváltozatban alkalmazható, amely a gyártói implementációban szerepel.
2017-ben már kiskereskedelmi forgalomba került megoldás lett az MXM 3.0 változatú kártyák asztali PC-kbe építése is. A kanadai székhelyű Eurocom Co. fejlesztett ki két olyan PCI Express csatolójú, PCIe 3.0 változatú, „üres”, azaz GPU nélküli NYÁK-ot, amelyek képesek az nVidia és az ATi MXM kártyáit fogadni, úgynevezett raiser card jellegűen. A két, eltérő NYÁK-színű kártya eltérő kiépítésű is, ami a GPU-kat gyártók eltérő architektúrájú MXM-jeit feltételezi.
Hasonló megoldású, konkurens termék a Thunderbolt 3 is, amely külső csatolót alkalmaz, teljes értékű asztali PCIe csatolójú videókártyákhoz.

## Implementációk
Clevo
MSI
Alienware
Dell
HP
Lenovo
Apple
Acer
Quanta
Shuttle
Asus
Compal Electronicsszámos Acer laptop ODM-je.
Toshiba

## Változatok

### Első generáció
| MXM típusa  | szélesség | magasság | csatolólábak | modultámogatás | hűtőtámogatás  | max. vill.teljesítmény | max. GPU-méret |
| ----------- | --------- | -------- | ------------ | -------------- | -------------- | ---------------------- | -------------- |
| MXM-I       | 70 mm     | 68 mm    | 230 tű       | I              | I              | 18 W                   | 35 mm²         |
| MXM-II      | 73 mm     | 78 mm    | 230 tű       | I, II          | I, II          | 35 W                   | 35 mm²         |
| MXM-III     | 82 mm     | 100 mm   | 230 (232) tű | I, II, III     | I, II, III     | 75 W                   | 45 mm²         |
| MXM-IV (HE) | 82 mm     | 117 mm   | 230 tű       | I, II, III, IV | I, II, III, IV | na.                    | na.            |

### Második generáció
| MXM típusa | szélesség | magasság | csatolólábak | modultámogatás | hűtőtámogatás | max. vill.teljesítmény | GPU-memóriabusz      |
| ---------- | --------- | -------- | ------------ | -------------- | ------------- | ---------------------- | -------------------- |
| MXM-A      | 82 mm     | 70 mm    | na.          | A              | A             | 55 W                   | 64 bit, vagy 128 bit |
| MXM-B      | 82 mm     | 105 mm   | na.          | A, B           | A, B          | 200 W                  | 256 bit              |

### Harmadik generáció
| MXM típusa | szélesség | magasság | csatolólábak | modultámogatás | hűtőtámogatás | max. vill.teljesítmény | GPU-memóriabusz |
| ---------- | --------- | -------- | ------------ | -------------- | ------------- | ---------------------- | --------------- |
| MXM-3.0    | 100 mm    | 124 mm   | -            | -              | -             | -                      | -               |
| MXM-3.0b   | -         | -        | -            | -              | -             | -                      | -               |
| MXM-3.1    | 100 mm    | 124 mm   | -            | -              | -             | -                      | -               |
| MXM-3.1b   | -         | -        | -            | -              | -             | -                      | -               |

## Fordítás
- Ez a szócikk részben vagy egészben  a   Mobile PCI Express Module című angol Wikipédia-szócikk ezen változatának fordításán alapul.  Az eredeti cikk szerkesztőit annak laptörténete sorolja fel. Ez a jelzés csupán a megfogalmazás eredetét és a szerzői jogokat jelzi, nem szolgál a cikkben szereplő információk forrásmegjelöléseként.